# Rebutia oligacantha
Rebutia oligacantha är en kaktusväxtart som först beskrevs av F.H. Brandt, och fick sitt nu gällande namn av David Richard Hunt. Rebutia oligacantha ingår i släktet Rebutia och familjen kaktusväxter. Inga underarter finns listade i Catalogue of Life.